# Tresfjord
Tresfjord – wieś w Norwegii, w regionie Møre og Romsdal, gminie Vestnes, nad fiordem o tej samej nazwie. Liczba mieszkańców wynosi 1491 (dane z 2003).
Wieś słynie z produkcji sera Ridderost. W Tresfjord znajduje się muzeum Tresfjord Museum otwarte w 1949 roku, w którym znajdują się eksponaty dotyczące życia codziennego we wsi w XIX wieku. Muzeum mieści się w sześciu budynkach. Obok muzeum znajduje się najstarszy w gminie, XIX-wieczny kościół zbudowany w 1826 roku.
We wsi znajdują się ponadto stacja benzynowa Statoil, sklep spożywczy Spar, restauracja Ridderkroa, dom starców Trygdeheim, zakład stoczniowy Salthammer, szkoła podstawowo-gimnazjalna oraz przedszkole.
Znanymi mieszkańcami są Terje Rypdal (kompozytor i gitarzysta) oraz Jakob Rypdal (zwycięzca brązowego medalu na Olimpiadzie w Lillehammer.